# Judith Lavoie
Pour les articles homonymes, voir Lavoie.
Judith Lavoie est une traductologue, écrivaine et professeure de linguistique et de traduction à l'Université de Montréal. Son livre Mark Twain et la parole noire a remporté le Prix du Gouverneur général : études et essais de langue française en 2002.

## Biographie
En 1999, elle obtient un doctorat de l'Université McGill. Elle enseigne la linguistique à l'Université de Montréal.

## Prix et nominations
- 2002 – Prix littéraire du Gouverneur général du Canada, études et essais, pour Mark Twain et la parole noire[3].

## Œuvres et publications
- Mark Twain et la parole noire, Presse de l'Université de Montréal, 2002[4]
- C'est écrit dans la marge, JFD, 2023[5]